# Sundsjötjärnen, Hanebo
Sundsjötjärnen är en tjärn i Hanebo i sydöstra delen av Bollnäs kommun i Hälsingland och ingår i Ljusnans huvudavrinningsområde. Den ingår ej i SMHI sjöregister på grund av ringa storlek. Tjärnen avvattnas genom Gammelbobäcken.